# Anne-Mette Christensen
Anne-Mette Christensen (* 4. März 1973) ist eine ehemalige dänische Fußballspielerin.

## Karriere

### Vereine
Christensen spielte im Seniorinnenbereich für Fortuna Hjørring in der Eliteserien, der unter diesem Namen seinerzeit höchsten Spielklasse im dänischen Frauenfußball. Nach der errungenen Meisterschaft erreichte sie mit ihrer Mannschaft das Finale um den nationalen Vereinspokal und war mit ihr dem Odense BK mit 1:2 unterlegen. Mit der 2002 erneut errungenen Meisterschaft war sie mit ihrer Mannschaft auch auf internationaler Ebene vertreten. Sie kam im Wettbewerb um den UEFA Women’s Cup 2002/03 in allen sechs Spielen zum Einsatz, einschließlich des (seinerzeit noch in Hin- und Rückspiel ausgetragenen) Finales. Beide Spiele wurden gegen den schwedischen Meister Umeå IK (mit 1:4 und 0:3) verloren.

### Nationalmannschaft
Für die A-Nationalmannschaft bestritt sie drei Länderspiele. Mit ihrer Mannschaft nahm sie am Turnier um den Algarve-Cup 1999 teil und gab ihr Debüt als Nationalspielerin für die DBU im ersten Spiel der Gruppe B beim 1:1-Unentschieden gegen die  Nationalmannschaft Australiens in Faro mit Einwechslung für Christina Petersen ab der 85. Minute. Auch im dritten Gruppenspiel am 18. März in Montechoro, beim 5:0-Sieg über die Nationalmannschaft Portugals, wurde sie eingesetzt, diesmal 90 Minuten lang. Ihr drittes und letztes Länderspiel bestritt sie – mit Einwechslung für Louise Hansen ab der 80. Minute – im Freundschaftsspiel gegen die Nationalmannschaft Schwedens, das am 19. Mai 1999 mit 0:4 in Jönköping verloren wurde. Sie gehörte ferner dem WM-Kader 1999 an, wurde im Turnierverlauf jedoch nicht berücksichtigt. 

## Erfolge
- UEFA Women’s Cup-Finalist 2003
- Dänischer Meister 1999, 2002
- Dänischer Pokal-Sieger 2000, 2001, 2002